# A1 (автомагистраль, Хорватия)
A1 (хорв. Autocesta A1) — шоссе в Хорватии. На 2014 год длина шоссе составляет 478,9 км, оно проходит по маршруту Загреб — Карловац — Задар — Сплит — Вргорац — Плоче. Планируется продолжение трассы до Дубровника, после чего его общая длина составит 553,7 км.
Шоссе A1 можно считать главным шоссе страны, поскольку оно соединяет два крупнейших города Хорватии, и целый ряд других крупных городов, а также континентальную Хорватию и Далмацию, пересекая всю страну. Это первое шоссе, которое проходит через гористый район Лика. Является платным.

## Описание

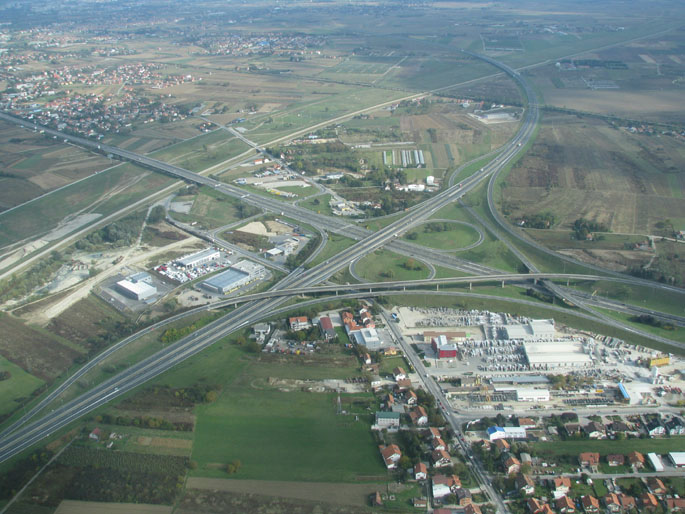
Развязка Лучко на выезде из Загреба — начало магистрали

От Загреба шоссе идёт на юго-запад на Карловац. За Карловацем у деревни Босильево автобан разветвляется — на запад уходит шоссе A6 на Риеку, а A1 поворачивает на юг. Близ побережья у города Задар магистраль поворачивает на юго-восток и следует вдоль Адриатического побережья на некотором расстоянии от него. Оператором участка Загреб — Босильево является компания «Autocesta Rijeka — Zagreb», остальной трассы — компания «Hrvatske autoceste».
Шоссе двухполосное в каждую сторону с обочиной по всей длине. На всём протяжении автомагистрали сооружены транспортные развязки, на 2010 год их 30.
Автомагистраль идёт по холмистой местности на севере, гористой местности в центральной части, в горах близ побережья Адриатического моря на юге. Она проходит возле национальных парков Плитвицкие озёра и Крка. Вдоль дороги расположены многочисленные места для отдыха (в 2010 году — 26).

## Элементы
Всего на магистрали A1 возведено 376 инфраструктурных элементов — мостов, путепроводов, эстакад, тоннелей, пешеходных переходов, проходов для диких животных. Суммарная длина мостов, эстакад и тоннелей на участке от Загреба до Сплита составляет 18,6 процента общей длины автомагистрали — очень большая цифра, подчёркивающая сложные горные условия, в которых проложена трасса.
| Инфраструктурные элементы по участкам дороги | Инфраструктурные элементы по участкам дороги | Инфраструктурные элементы по участкам дороги | Инфраструктурные элементы по участкам дороги | Инфраструктурные элементы по участкам дороги | Инфраструктурные элементы по участкам дороги | Инфраструктурные элементы по участкам дороги | Инфраструктурные элементы по участкам дороги | Инфраструктурные элементы по участкам дороги |
| Участок                                      | Всего                                        | Мосты                                        | Путепроводы                                  | Эстакады                                     | Подземные переходы                           | Переходы                                     | Тоннели                                      | Проходы для животных                         |
| -------------------------------------------- | -------------------------------------------- | -------------------------------------------- | -------------------------------------------- | -------------------------------------------- | -------------------------------------------- | -------------------------------------------- | -------------------------------------------- | -------------------------------------------- |
| Загреб — Босильево                           | 55                                           | 3                                            | 9                                            | 13                                           | 13                                           | 16                                           | 1                                            | -                                            |
| Босильево — Свети-Рок                        | 116                                          | 16                                           | 17                                           | 38                                           | 29                                           | 3                                            | 5                                            | 4                                            |
| Свети-Рок — Дугополье (Сплит)                | 121                                          | 7                                            | 24                                           | 40                                           | 36                                           | 6                                            | 8                                            | 1                                            |
| Дугополье — Вргорац                          | 69                                           | 1                                            | 16                                           | 13                                           | 29                                           | -                                            | 8                                            | 2                                            |
| Вргорац — Плоче                              | 15                                           | -                                            | 7                                            | 2                                            | 2                                            | -                                            | 4                                            | -                                            |
| Всего                                        | 376                                          | 27                                           | 73                                           | 167                                          | 109                                          | 25                                           | 26                                           | 7                                            |

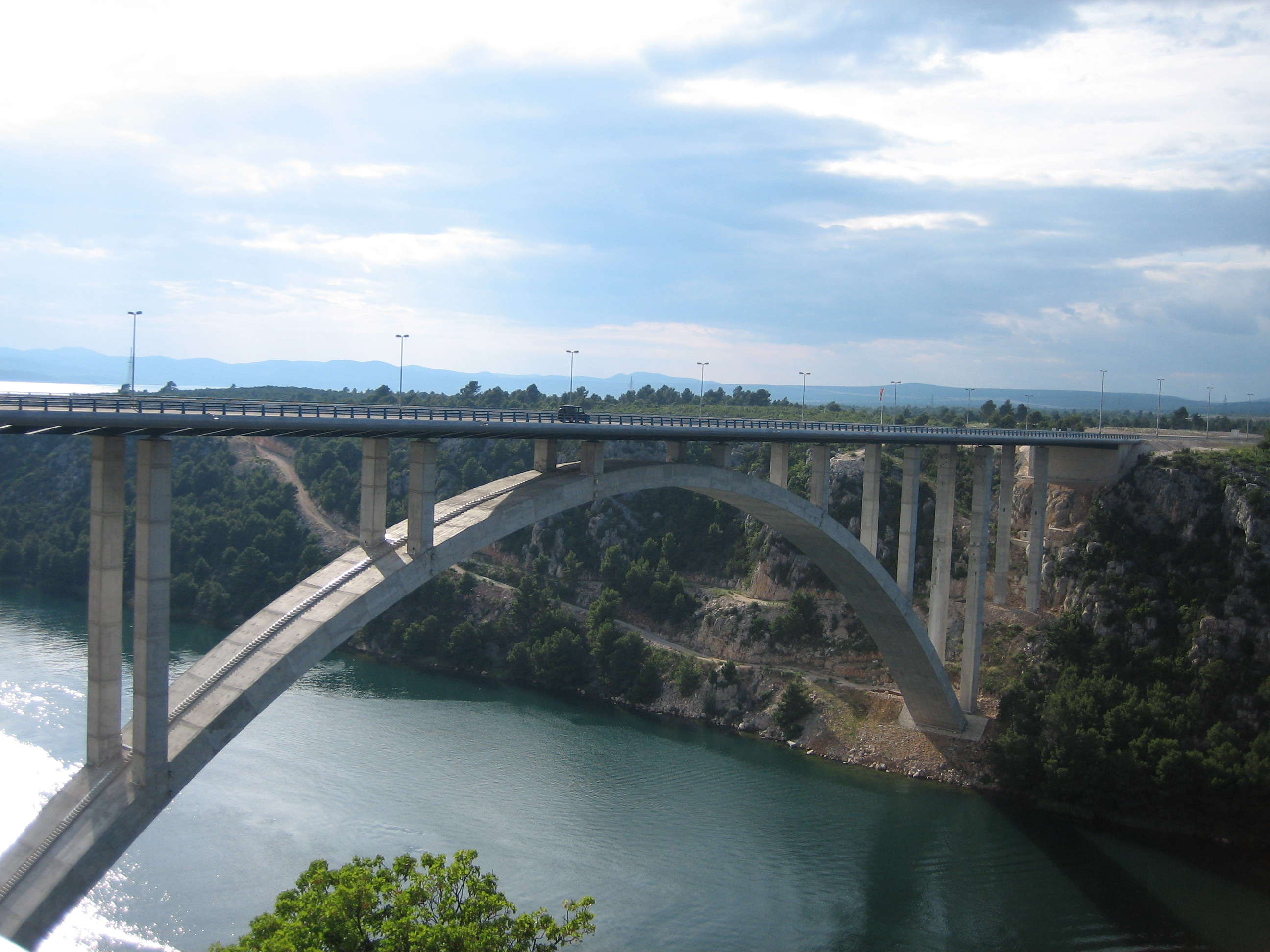
Мост над Кркой

Крупнейшие из тоннелей на магистрали: Мала-Капела (5780 метров, между центральной Хорватией и Ликой) и Свети-Рок (5 679 метров, между Ликой и Далмацией). Самые большие мосты — мост над Доброй (546 метров), мост над Кркой (391 метр) и масленицкий мост (378 метров). Мост над Кркой и масленицкий мост примечательны и своими основными пролётами, у обоих они около 200 метров.

## История
Первый участок от Загреба до Карловаца был построен в 1970-х, но строительство было вскоре приостановлено. Попытка возобновить строительство была предпринята в 1990-х во время бурения тоннеля Свети-Рок. Интенсивное строительство стартовало с начала 2000-х и закончилось грандиозным открытием 26 июня 2005 года участка Карловац — Сплит . Участок между Сплитом и Шестановацем был открыт 27 июня 2007 года. В 2008 году открыт участок Шестановац — Равча. 30 июня 2011 года открыт участок Равча — Вргорац. 1 июля 2014 года открыт участок Вргорац-Плоче.

## Дальнейшие планы

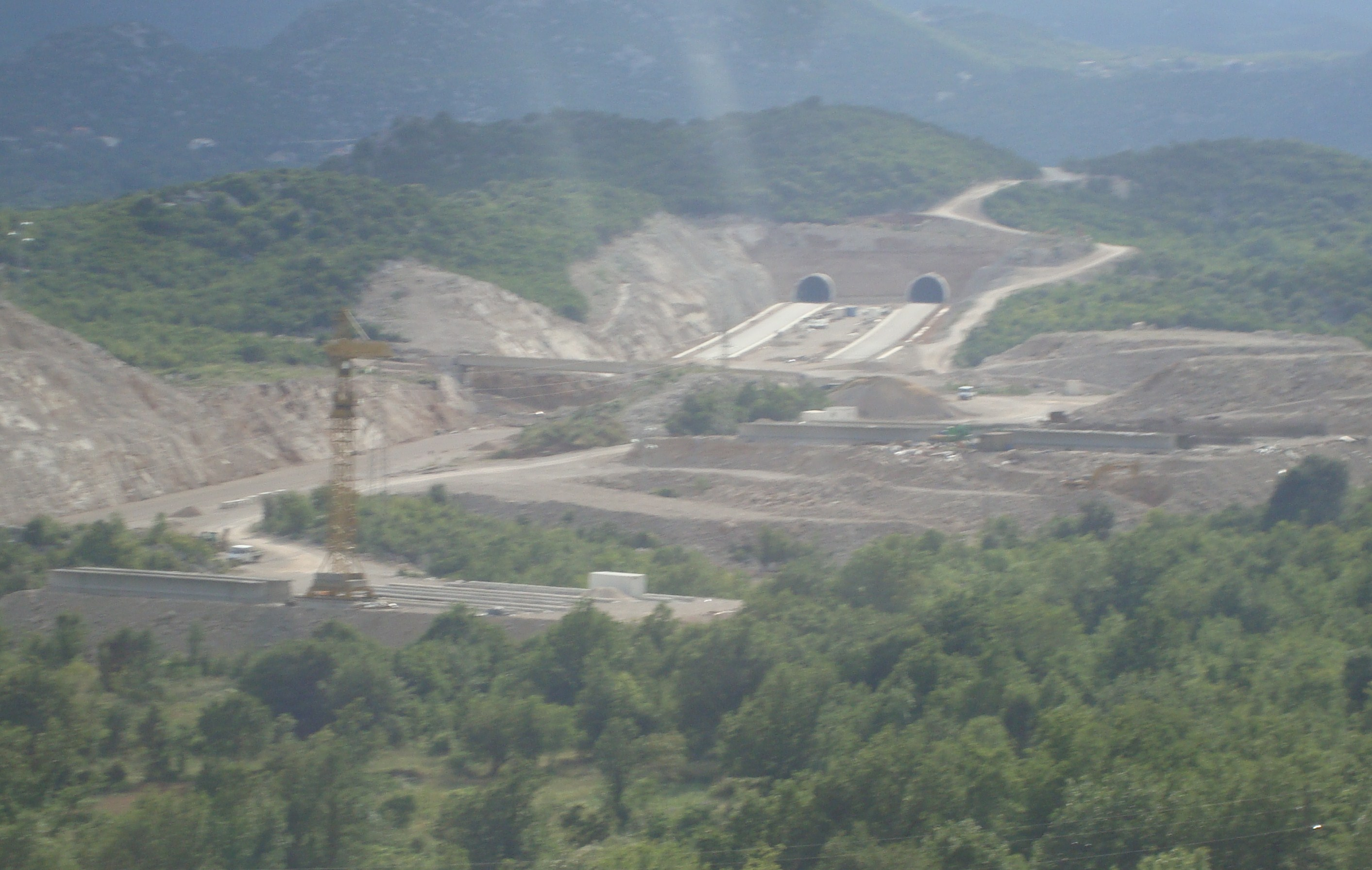
Стройка магистрали около Вргораца

Дальнейшие варианты прохождения трассы до Дубровника упираются в споры вокруг Пелешацкого моста. По предварительному плану трасса должна была продолжаться по побережью до Дубровника, пересекая принадлежащий Боснии и Герцеговине Неумский коридор. Однако затем был предложен вариант с Пелешацким мостом над морским заливом, отделяющим побережье от полуострова Пелешац. По этому плану, магистраль должна пройти по Пелешацкому мосту на Пелешац и далее до Дубровника. Таким образом, трасса обходила бы боснийский Неумский коридор, и устранялась бы отрезанность по суше Дубровника от остальной Хорватии.
Споры вокруг моста носят как финансовый, так и политический характер. С финансовой стороны ряд критиков указывает, что проект моста настолько дорог, что дешевле и проще построить вместо него туннель. Также против первоначального проекта Пелешацкого моста выступали власти Боснии и Герцеговины, заявившие, что мост отрежет Неум от открытого моря и повлияет на развитие Неума, как порта.

## Изображения

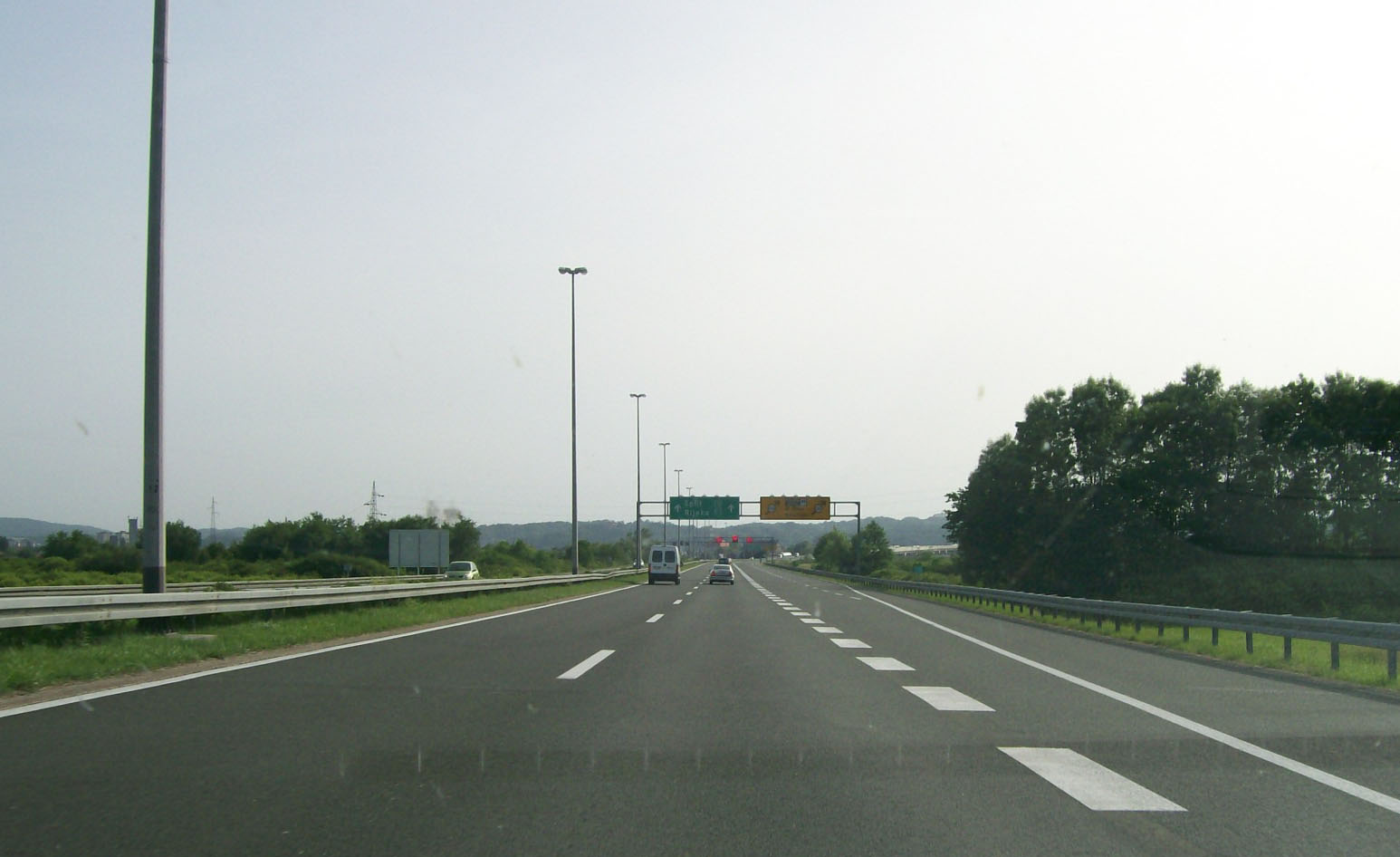
Выезд за город Карловац
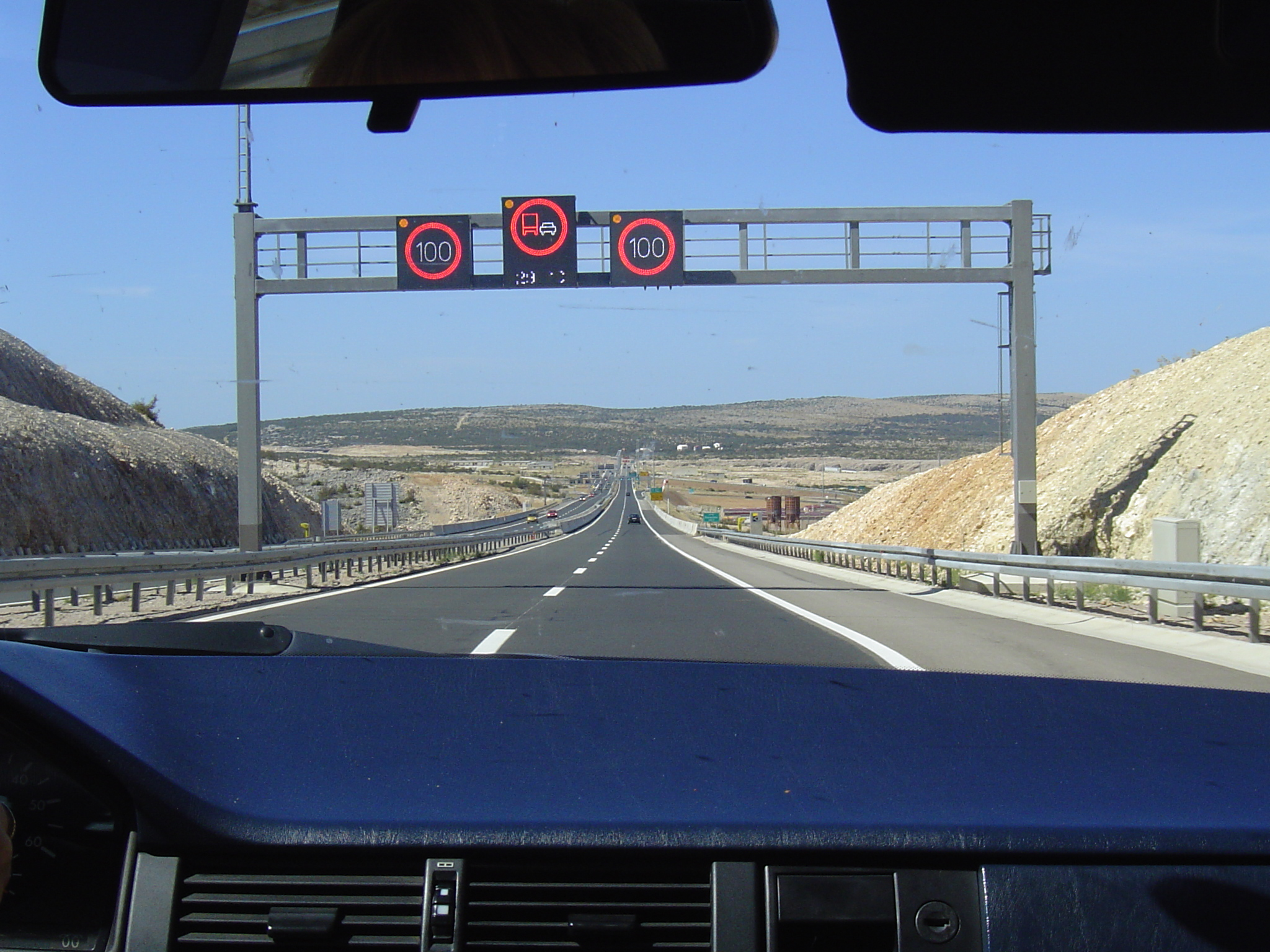
А1 возле тоннеля Свети-Рок
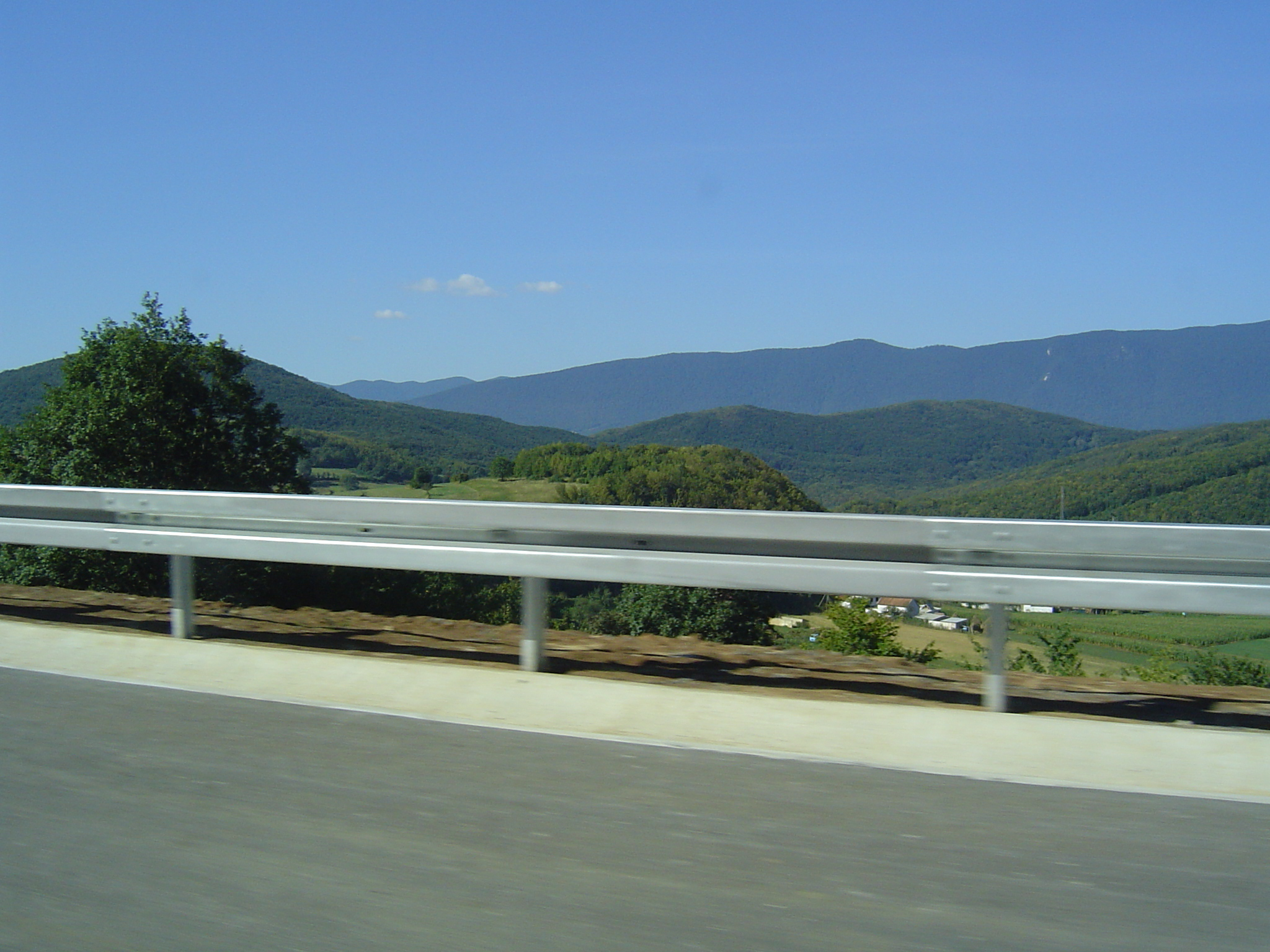
Вид с трассы А1 в 50 км севернее от тоннеля Свети-Рок
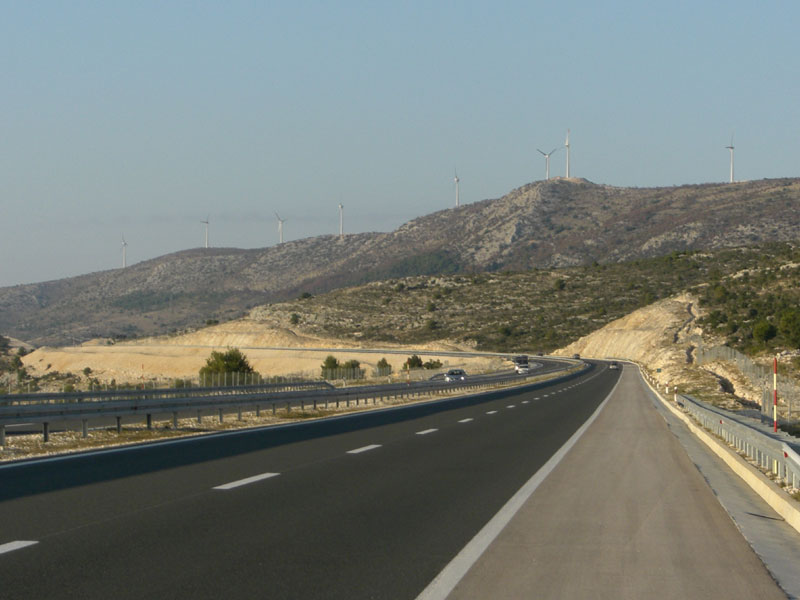
Склон Тртар с ветрогенераторами возле города Шибеник
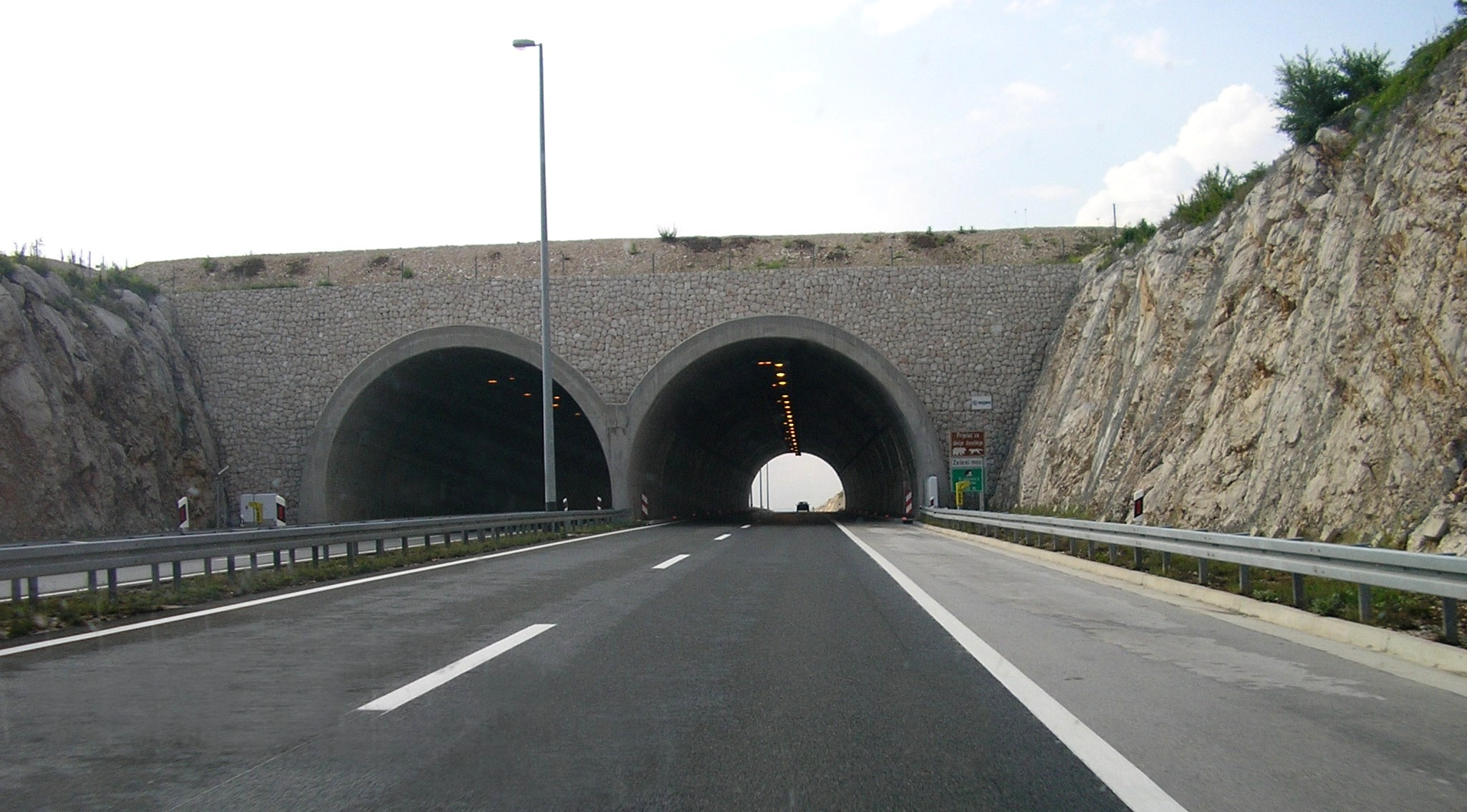
Тоннель Вранковича — переход для диких животных
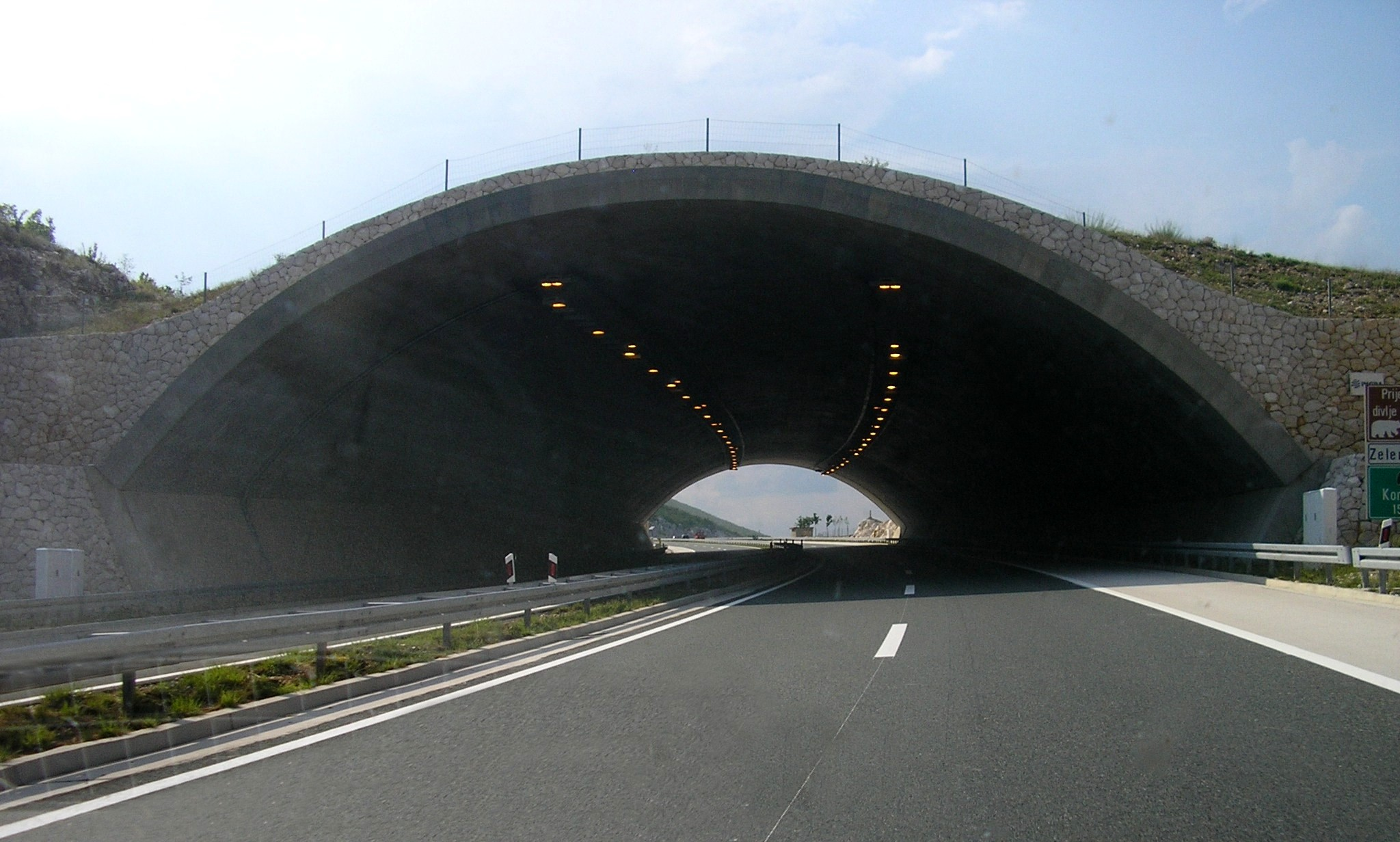
Тоннель Конщица — переход для диких животных
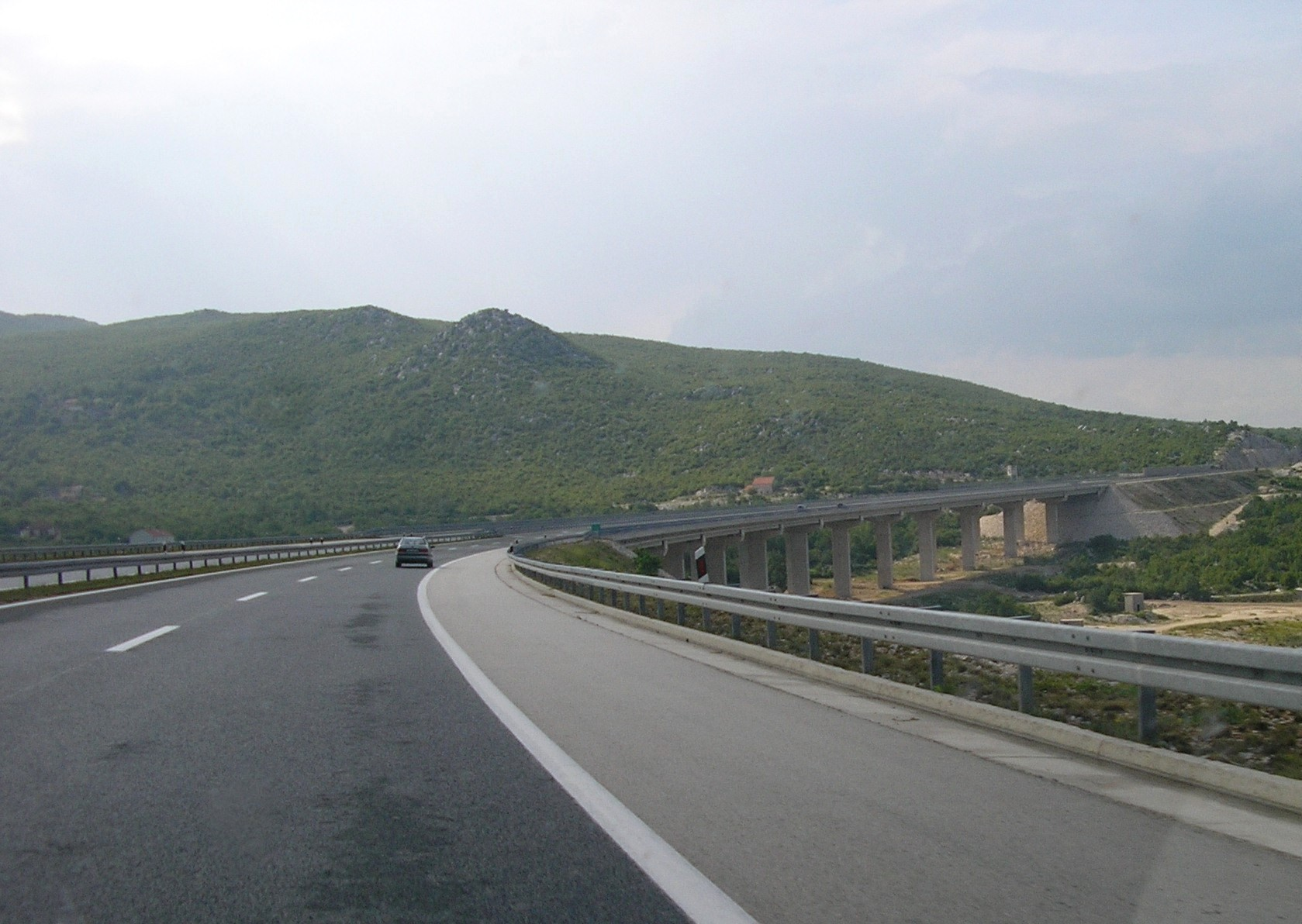
Виадук Срияне
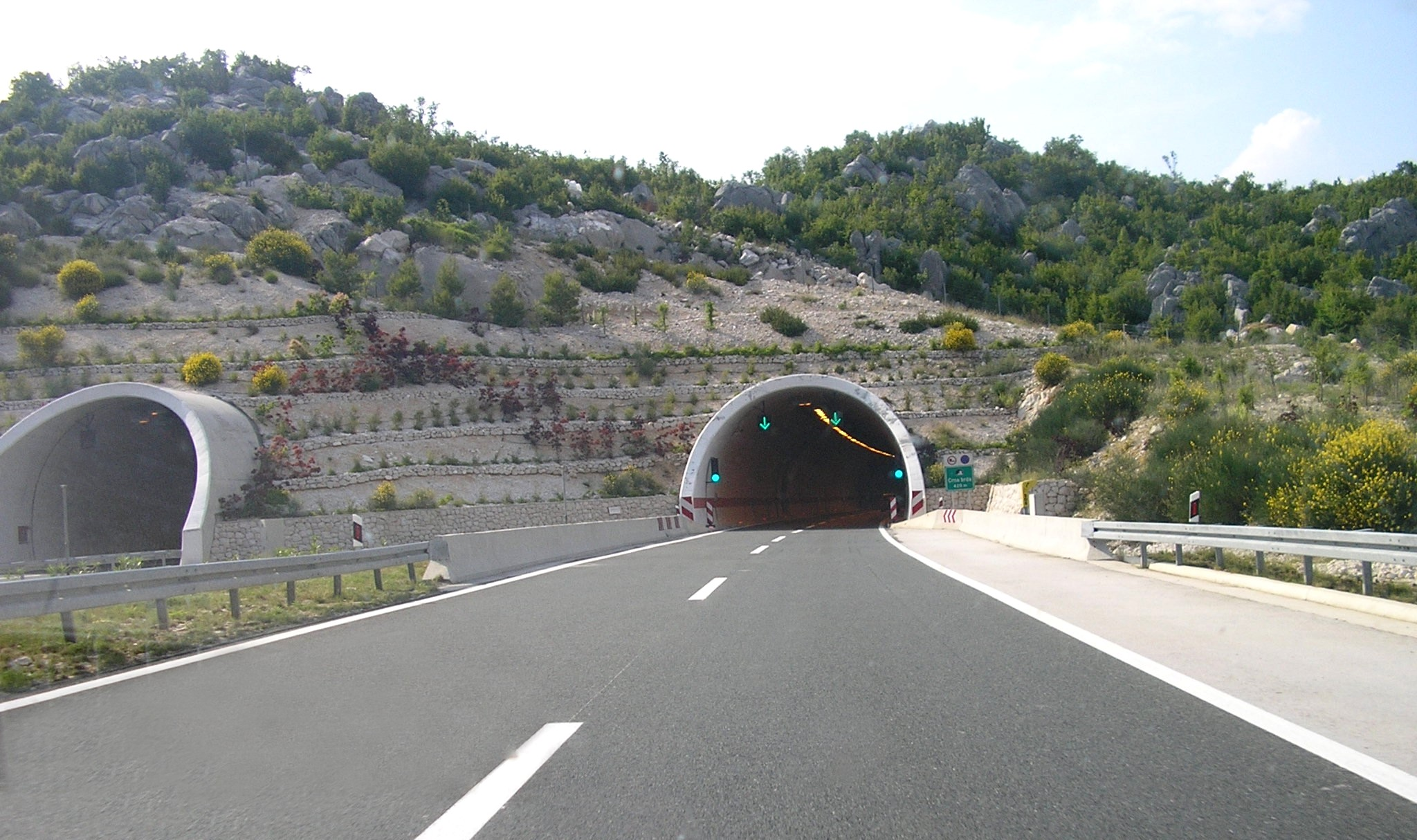
Тоннель Црна брда (Черные холмы)
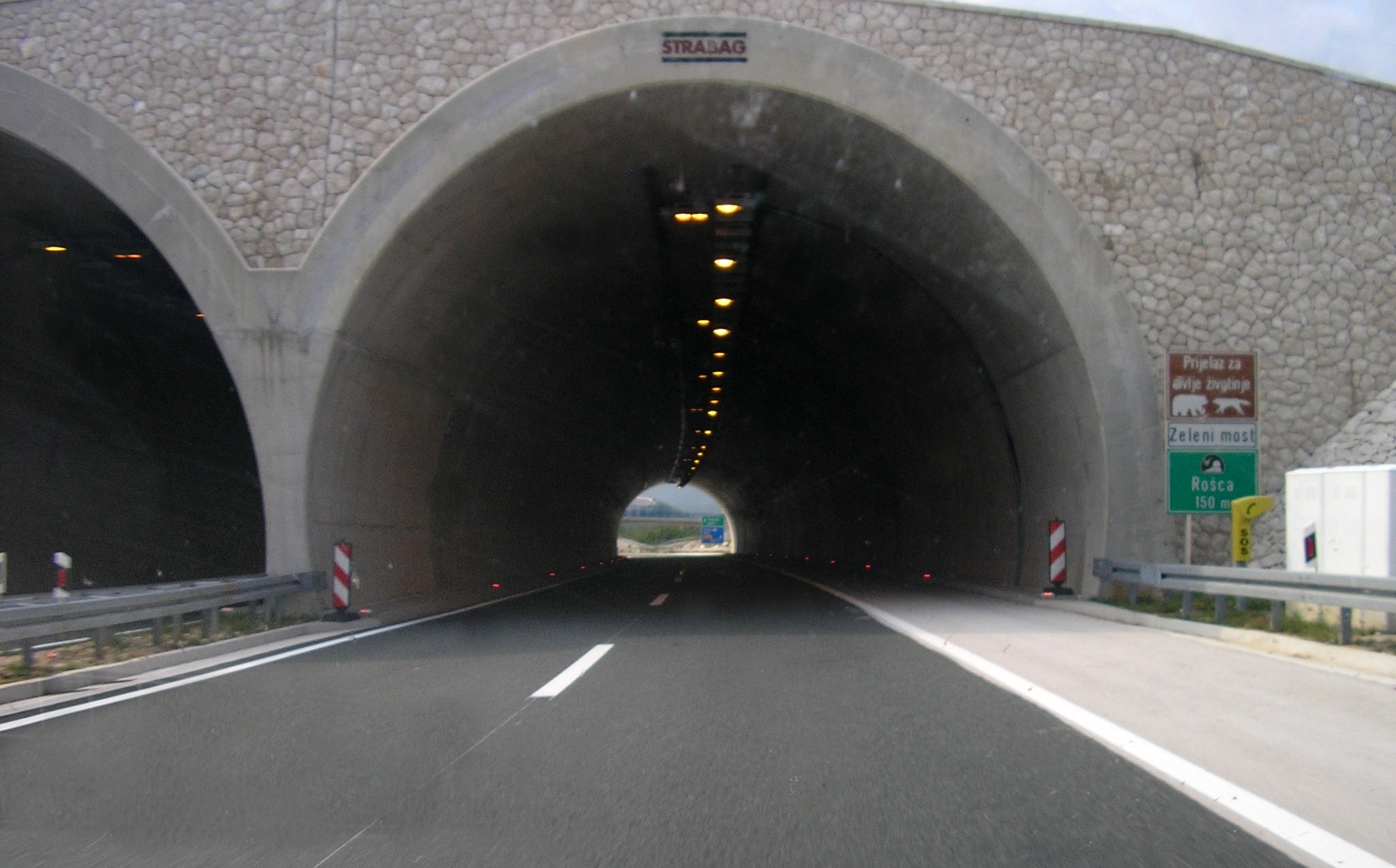
Тоннель Рошца — переход для диких животных
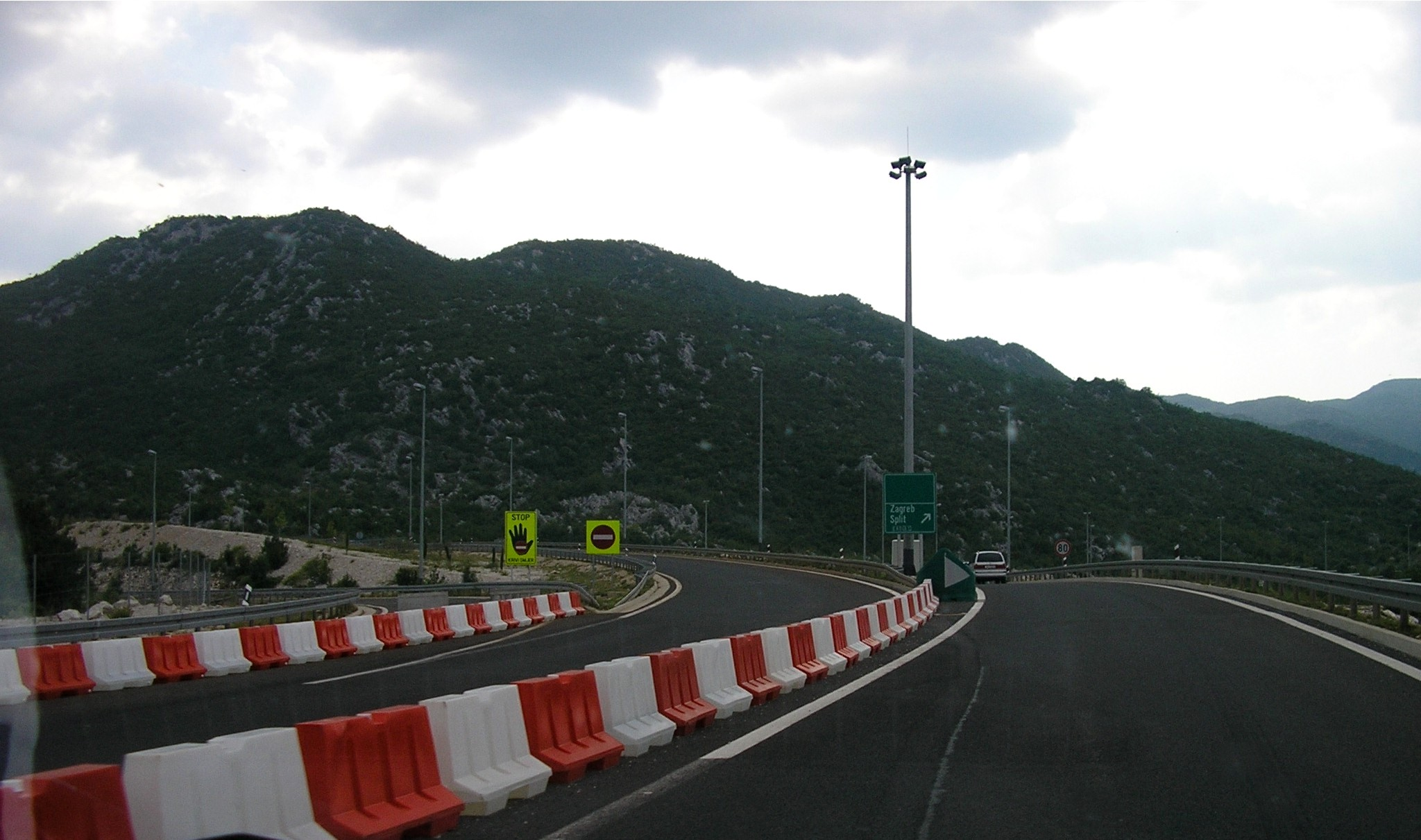
Узел Равча